# Элигудерз
Элигудерз (перс. الیگودرز‎) — город на западе Ирана, в провинции Лурестан. Административный центр шахрестана Элигудерз. Шестой по численности населения город провинции.

## География и климат
Город находится в восточной части Лурестана, в горной местности центрального Загроса, на высоте 1982 метров над уровнем моря.
Элигудерз расположен на расстоянии приблизительно 120 километров к востоку от Хорремабада, административного центра провинции и на расстоянии 290 километров к юго-западу от Тегерана, столицы страны.
Климат умеренный, с большим количеством морозных дней в году (до 120), что обусловлено прежде всего высокогорным положением города. Среднегодовая температура составляет +13 °C. Среднегодовое количество осадков — 270 мм.

## Население
На 2006 год население составляло 78 690 человек; национальном составе преобладают бахтиары, луры и персы, в конфессиональном — мусульмане-шииты.
| 1986   | 1991   | 1996   | 2006   | 2012   |
| ------ | ------ | ------ | ------ | ------ |
| 53 843 | 58 648 | 69 447 | 78 690 | 84 355 |

## Достопримечательности
К западу от Элигудерза находится горная цепь, одна из вершин которой (Ошторнан Кух), достигает высоты более 4000 м над уровнем моря и покрыта ледником. Талые воды ледника питают целый ряд озёр, находящихся на склонах хребта. Крупнейшим из них является озеро Гахар (или Голь Гахар), с длиной 1,5 километра и со средней шириной 600 метров.
Также в окрестностях города находится гора Тамандар (3250 м.) с одними из крупнейших охотничьих угодий в регионе.

## Уроженцы
- Мехди Карруби — иранский государственный деятель.